# Malthinus pseudoreflexus
Malthinus pseudoreflexus es una especie de coleóptero de la familia Cantharidae.

## Distribución geográfica
Habita en Sicilia (Italia).